# Mor lam
A Mor lam é um gênero de música tailandesa em música laos, equivalente ao pop ocidental en country  ocidental.
Artistas e bandas do gênero pós-anos 80 que ficaram conhecidos incluem Siriporn Ampaipong, Pornsak Songsaeng, Sathit Thongjan, Chalermpol Malakham. Artistas que iniciaram e alcançaram a fama nos anos 90 incluem Jintara Poonlarp, Monkhaen Kaenkoon.

## Artistas
- Jintara Poonlarp
- Siriporn Ampaipong
- Chalermpol Malakham
- Somjit Borthong
- Sathit Thongjan
- Pornsak Songsaeng
- Monkhaen Kaenkoon
- Vieng Narumon